# Bombylius cachinnans
Bombylius cachinnans är en tvåvingeart som beskrevs av Osten Sacken 1877. Bombylius cachinnans ingår i släktet Bombylius och familjen svävflugor.
Artens utbredningsområde är Kalifornien. Inga underarter finns listade i Catalogue of Life.